# 寶島 (鹿兒島縣)
寶島（日语：／ Takara-jima）是吐噶喇群島中的一個島嶼。
行政區劃上，屬於日本鹿兒島縣鹿兒島郡十島村。大字寶島的郵政編碼為891-5301。截止2015年12月31日，島上有人口133人。
小行星10166以「寶島」這一名字命名。